# Harry Forrester
Harry Lee Forrester (Milton Keynes, Buckinghamshire, Inglaterra; 2 de enero de 1991) es un exfutbolista y entrenador inglés. Jugaba de centrocampista y pasó su carrera en clubes de Inglaterra, Escocia, Irán y los Estados Unidos.
Formado en las inferiores del Watford y el Aston Villa, en su etapa de juvenil además fue internacional sub-16 y sub-17 con Inglaterra. 
Anunció su retiro en enero de 2022 para comenzar su carrera como entrenador.

## Clubes
| Club                     | País           | Año       |
| ------------------------ | -------------- | --------- |
| Aston Villa              | Inglaterra     | 2010-2011 |
| Kilmarnock (préstamo)    | Escocia        | 2010-2011 |
| Brentford                | Inglaterra     | 2011-2013 |
| Doncaster Rovers         | Inglaterra     | 2013-2016 |
| Rangers                  | Escocia        | 2016-2018 |
| AFC Wimbledon (préstamo) | Inglaterra     | 2017-2018 |
| Tractor                  | Irán           | 2018-2019 |
| Machine Sazi (préstamo)  | Irán           | 2018-2019 |
| Orange County SC         | Estados Unidos | 2019-2020 |
| Los Angeles Force        | Estados Unidos | 2022      |

## Palmarés

### Títulos nacionales
| Título                 | Club    | País    | Año     |
| ---------------------- | ------- | ------- | ------- |
| Scottish Championship  | Rangers | Escocia | 2015-16 |
| Scottish Challenge Cup | Rangers | Escocia | 2015-16 |